# Cataglyphis albicans
Cataglyphis albicans är en myrart som först beskrevs av Julius Roger 1859.  Cataglyphis albicans ingår i släktet Cataglyphis och familjen myror.

## Underarter
Arten delas in i följande underarter:
- C. a. albicans
- C. a. arenarius
- C. a. armenus
- C. a. auratus
- C. a. cubicus
- C. a. fezzanensis
- C. a. franchettii
- C. a. kairuanus
- C. a. mixtus
- C. a. opacus
- C. a. targuius
- C. a. vaucheri